# Am Ettersberg
Am Ettersberg – miasto i gmina (Landgemeinde) w Niemczech, w kraju związkowym Turyngia, w powiecie Weimarer Land. Powstało 1 stycznia 2019 z połączenia miasta Buttelstedt z gminami Berlstedt, Großobringen, Heichelheim, Kleinobringen, Krautheim, Ramsla, Sachsenhausen, Schwerstedt, Vippachedelhausen i Wohlsborn. Stały się one automatycznie jego dzielnicami. Jednocześnie miasto pełni również funkcję "gminy realizującej" (niem. "erfüllende Gemeinde") dla miasta Neumark oraz gmin Ballstedt i Ettersburg.
Przez teren gminy przebiega droga krajowa B85.